# Sul ghiaccio
Sul ghiaccio (Aufs Eis geführt) è un cortometraggio muto del 1915 diretto, prodotto e interpretato da Ernst Lubitsch.

## Trama
Due amici, Ernst e Albert, inseguono la stessa ragazza che entrambi tengono d'occhio. La bambina ha letteralmente portato i due sul ghiaccio nero, sotto forma di una pista di pattinaggio, dove i due si comportano goffamente come non pattinatori. Ma anche sulla pista di pattinaggio nessuno vuole arrendersi, e la lotta per la ragazza sta diventando sempre più intensa. Poi improvvisamente appare lo sposo arrabbiato della ragazza, e mette fine al duello in modo abbastanza brusco e potente. Questa decisione, imposta da una terza parte, fa riconciliare i due amici.

## Produzione
Il film fu prodotto dalla Malu-Film (Mátray-Lubitsch) (Berlin).

## Distribuzione
Uscì nelle sale cinematografiche tedesche il 21 maggio 1915 con il visto di censura dell'aprile 1915 che ne proibiva la visione ai minori. Il film viene considerato presumibilmente perduto.